# Anaptomecus levyi
Anaptomecus levyi là một loài nhện trong họ Sparassidae.
Loài này thuộc chi Anaptomecus. Anaptomecus levyi được miêu tả năm 2009 bởi Peter Jäger, Rheims & Labarque.